# Алексеева, Татьяна Ивановна (акробат)
Татьяна Ивановна Алексеева (Морозкина) (род. 1988) — российская спортсменка. Заслуженный мастер спорта России по спортивной акробатике. Многократная чемпионка России. Двукратная чемпионка мира по спортивной акробатике в номинации «Женские групповые упражнения» на чемпионате мира по спортивной акробатике (Португалия г. Коимбра 2006 год). Победительница этапов Кубка Мира. Серебряный призёр Кубка Мира. Трёхкратная чемпионка Европы по спортивной акробатике (Греция г. Салоники 2005 год, Польша 2006 год), чемпионка Всемирных игр (Германия г. Дуйсбург 2005 год), чемпионка Всемирных тестовых Игр (Тайвань 2008 год).

## Биография
2004—2011 гг. — спортсмен-инструктор МАОУДО "СДЮСШОР «Центр физического развития». В 2011 г. — закончила Новгородский государственный университет имени Ярослава Мудрого по специальности «педагог физической культуры».

## Награды
- Юбилейная медаль «В память 1150-летия Великого Новгорода».
- Знак «1150-летие зарождения российской государственности».